# Цецилия Метела Кретика
Цецилия Метела Кретика (на латински: Caecilia Metella Cretica; * 100 пр.н.е.; fl. 69 пр.н.е.) е римска аристократка.

## Биография
Произлиза от род Цецилии клон Цецилии Метели. Дъщеря е на Квинт Цецилий Метел Кретик (консул през 69 пр.н.е.).
Тя е омъжена за Марк Лициний Крас Младши (* пр. 85 пр.н.е.; † 49 пр.н.е.), който е квестор през 54 пр.н.е. на Юлий Цезар в Галия и втори син и наследник на триумвира Марк Лициний Крас и жена му Аксия Тертула.
Нейният син Марк Лициний Крас Младши Див (консул през 30 пр.н.е.) е лишен от spolia opima от Август, като част от една преднамерена политика да се подчертае значението на императора и намали значението на отделни военачалници.
Тази Цецилия Метела е по-различна от другите известни жени Цецилии, с това че тя живее и умира без за нея да се знае нищо – освен че има известен син и великолепна гробница, издигната от съпруга ѝ в нейна чест. Гробницата на Цецилия Метела е впечатляващ монумент и се намира на третия километър на Виа Апия. На гробницата има надпис от към страната на Виа Апия, който гласи: CAECILIAE•Q•CRETICI•F•METELLAE•CRASSI, или „На Цецилия Метела, дъщеря на Квинт Кретик, съпруга на Крас“. Саркофагът на Цецилия Метела днес се намира в Палацо Фарнезе.
- Гробницата на Цецилия Метела от Джовани Пиранези
- Надпис на гробницата на Цецилия Метела